# The Hawk (film 1917)
The Hawk è un film muto del 1917 diretto da Paul Scardon.
La sceneggiatura si basa sull'opera teatrale L'Epervier di Francis de Croisset (pseudonimo di Frantz Wiener) andata in scena in prima allo Shubert Theatre di New York il 29 settembre 1914 nella traduzione di Marie Zane Taylor con il titolo The Hawk.

## Trama
Il conte George De Dazetta, soprannominato il Falco, è un giocatore professionista: insieme alla bellissima moglie Marina, vive lucrando sulle perdite dei suoi ricchi avversari al tavolo da gioco. Un giorno, però, Marina si innamora di Rene De Tierrache, un giovane aristocratico francese che per lei lascia la fidanzata che era stata scelta per lui dalla madre. Dazetta, convinto che la moglie lo abbia tradito, l'accusa di adulterio e la lascia. Rene, per agevolare il divorzio di Marina, si mette alla ricerca di Dazetta per chiedere il suo consenso, così come permette la legge francese. Quando però lo ritrova, il Falco è ormai un uomo spento e appannato, senza più un soldo, depresso e infelice. Marina, vedendolo ridotto così, lascia il giovane innamorato e torna dal marito.

## Produzione
Il film fu prodotto dalla Vitagraph Company of America.

## Distribuzione
Distribuito dalla Greater Vitagraph (V-L-S-E), il film uscì nelle sale cinematografiche statunitensi il 23 aprile 1917.